# ОШ „Вук Караџић” Вишеград
Основна школа „Вук Караџић“, отворена је 1880. године као прва основна четворогодишња школа. Своја прва знања у њој је стекао нобеловац Иво Андрић. Дана 1. септембра 1958. године добија име „Вук Караџић“ и постаје осморазредна школа.
Данас основна школа „Вук Караџић“, са седиштем у Вишеграду, обавља делатност основног образовања и васпитања на школском подручју које обухвата територију општине Вишеград и општине Ново Горажде. Школа у свом саставу, поред Матичне школе има Подручну школу Копачи и подручна одељења: Добрун, Прелово, Међеђа, Подкозара. 
Школске 1998/1999. године, формирано је Одељење за децу са посебним потребама. Поред редовне наставе, ученицима је омогућено стицање нових знања и искустава у ваннаставним активностима кроз рад у секцијама. 

## Подаци о ученицима и одељењима
Школске 2014/2015. године наставу похађа 869 ученика у 45 одјељења. Наставу изводи 59 наставних радника.

## Ваннаставне активности ученика
Школске 2014/2015. године, на нивоу школе, ученици су активно укључени у 23 секције. За ђаке којима је потребна додатна помоћ у учењу, реализује се допунска настава из седам наставних предмета. Додатна знања ученици стичу на часовима додатне наставе из пет наставних предмета.

## Специфичности
У традицији школе је његовање ћирилице. 24. маја 2013. године, Основна школа „Вук Караџић“ је проглашена за свеукупног победника на Трећем међународном конкурсу Удружења за заштиту свесловенске писмености и ћириличног писма из Београда. Школа је 2014. године поново добила исто признање.